# Bičin Grad
Bičin Grad är ett slott i Kroatien.   Det ligger i länet Dalmatien, i den sydöstra delen av landet, 230 km söder om huvudstaden Zagreb. Bičin Grad ligger 597 meter över havet.
Terrängen runt Bičin Grad är huvudsakligen kuperad, men norrut är den bergig. Terrängen runt Bičin Grad sluttar österut. Runt Bičin Grad är det mycket glesbefolkat, med 5 invånare per kvadratkilometer. Närmaste större samhälle är Sinj, 10,8 km sydost om Bičin Grad. Omgivningarna runt Bičin Grad är en mosaik av jordbruksmark och naturlig växtlighet.